# Aumes
Aumes [ɔ.mə] est une commune française située dans le sud du département de l'Hérault, en région Occitanie.
Exposée à un climat méditerranéen, elle est drainée par l'Hérault et par divers autres petits cours d'eau. La commune possède un patrimoine naturel remarquable composé de deux zones naturelles d'intérêt écologique, faunistique et floristique.
Aumes est une commune rurale qui compte 502 habitants en 2022, après avoir connu une forte hausse de la population depuis 1962. Elle fait partie de l'aire d'attraction de Pézenas. Ses habitants sont appelés les Aumois et Aumoises.

## Géographie

### Description

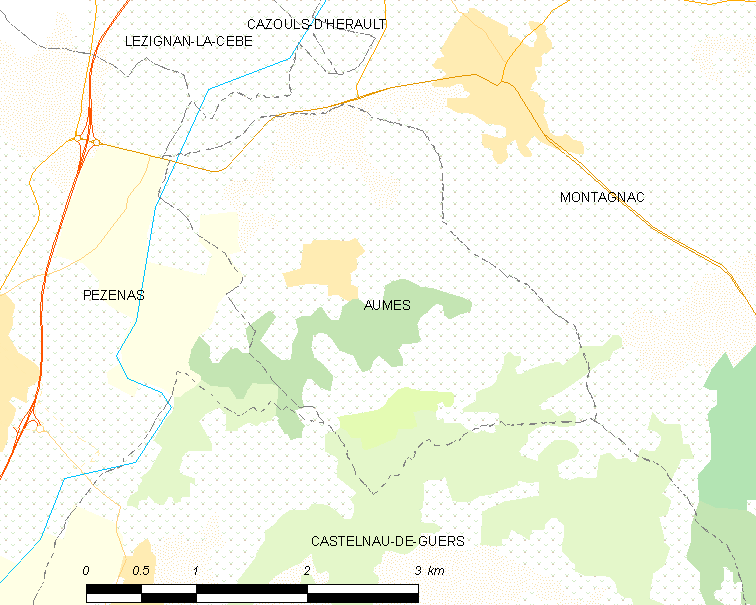
Carte

Aumes est un village qui domine la rive gauche de l’Hérault.

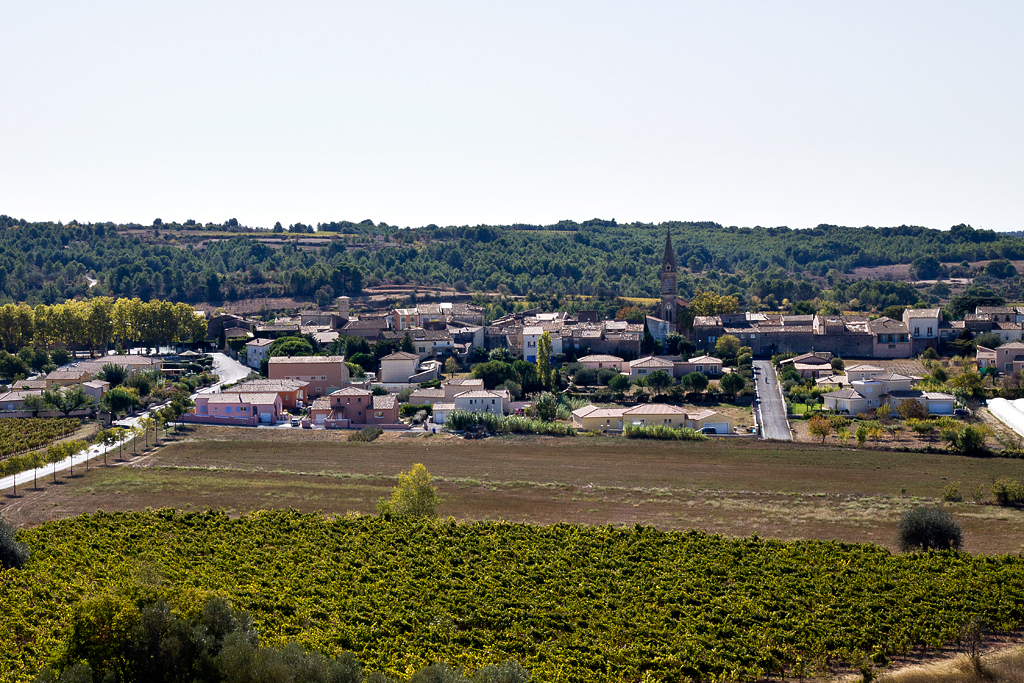
Le village.

### Communes limitrophes
|         | Montagnac          |           |
| Pézenas | Aumes              | Montagnac |
|         | Castelnau-de-Guers |           |

### Hydrographie
L'ouest du territoire communal est tangenté par le lit du fleuve côtier l'Hérault.
Les ruisseaux de Laval et de la Fontaine y confluent.

### Climat
Pour des articles plus généraux, voir Climat de l'Occitanie et Climat de l'Hérault.
En 2010, le climat de la commune est de type climat méditerranéen franc, selon une étude s'appuyant sur une série de données couvrant la période 1971-2000. En 2020, Météo-France publie une typologie des climats de la France métropolitaine dans laquelle la commune est exposée à un climat méditerranéen et est dans la région climatique Provence, Languedoc-Roussillon, caractérisée par une pluviométrie faible en été, un très bon ensoleillement (2 600 h/an), un été chaud (21,5 °C), un air très sec en été, sec en toutes saisons, des vents forts (fréquence de 40 à 50 % de vents > 5 m/s) et peu de brouillards.
Pour la période 1971-2000, la température annuelle moyenne est de 14,7 °C, avec une amplitude thermique annuelle de 16,1 °C. Le cumul annuel moyen de précipitations est de 652 mm, avec 5,5 jours de précipitations en janvier et 2,5 jours en juillet. Pour la période 1991-2020, la température moyenne annuelle observée sur la station météorologique la plus proche, située sur la commune de Tourbes à 7,15 km à vol d'oiseau, est de 15,2 °C et le cumul annuel moyen de précipitations est de 607,5 mm,. Pour l'avenir, les paramètres climatiques de la commune estimés pour 2050 selon différents scénarios d'émission de gaz à effet de serre sont consultables sur un site dédié publié par Météo-France en novembre 2022.

### Milieux naturels et biodiversité
L’inventaire des zones naturelles d'intérêt écologique, faunistique et floristique (ZNIEFF) a pour objectif de réaliser une couverture des zones les plus intéressantes sur le plan écologique, essentiellement dans la perspective d’améliorer la connaissance du patrimoine naturel national et de fournir aux différents décideurs un outil d’aide à la prise en compte de l’environnement dans l’aménagement du territoire.
Une ZNIEFF de type 1 est recensée sur la commune :
le « plateau des Paredaus et Font du Loup » (216 ha), couvrant 2 communes du département et une ZNIEFF de type 2, : 
les « collines marneuses de Castelnau-de-Guers » (3 207 ha), couvrant 5 communes du département.

Carte des ZNIEFF de type 1 et 2 à Aumes.
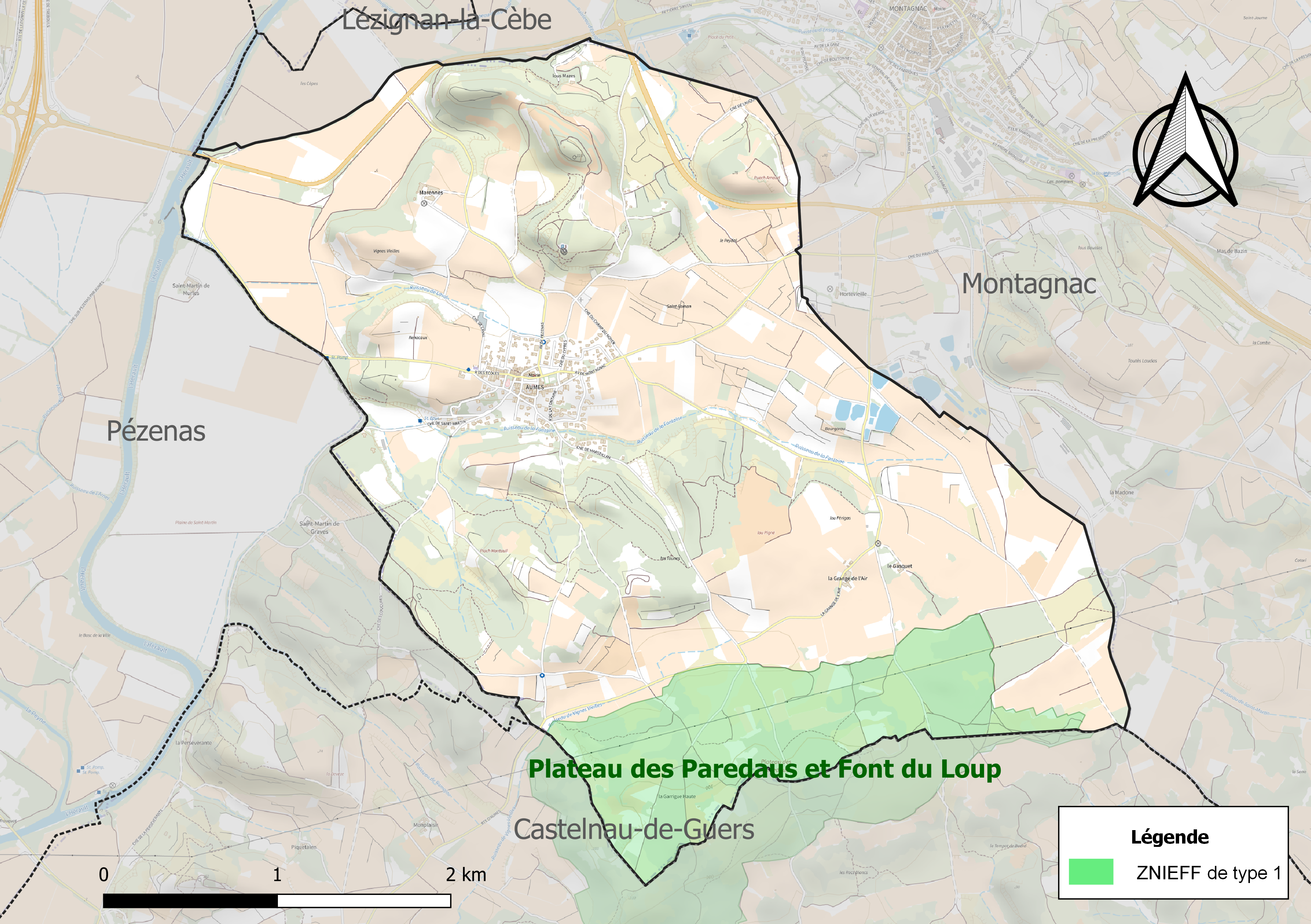
Carte de la ZNIEFF de type 1 sur la commune.
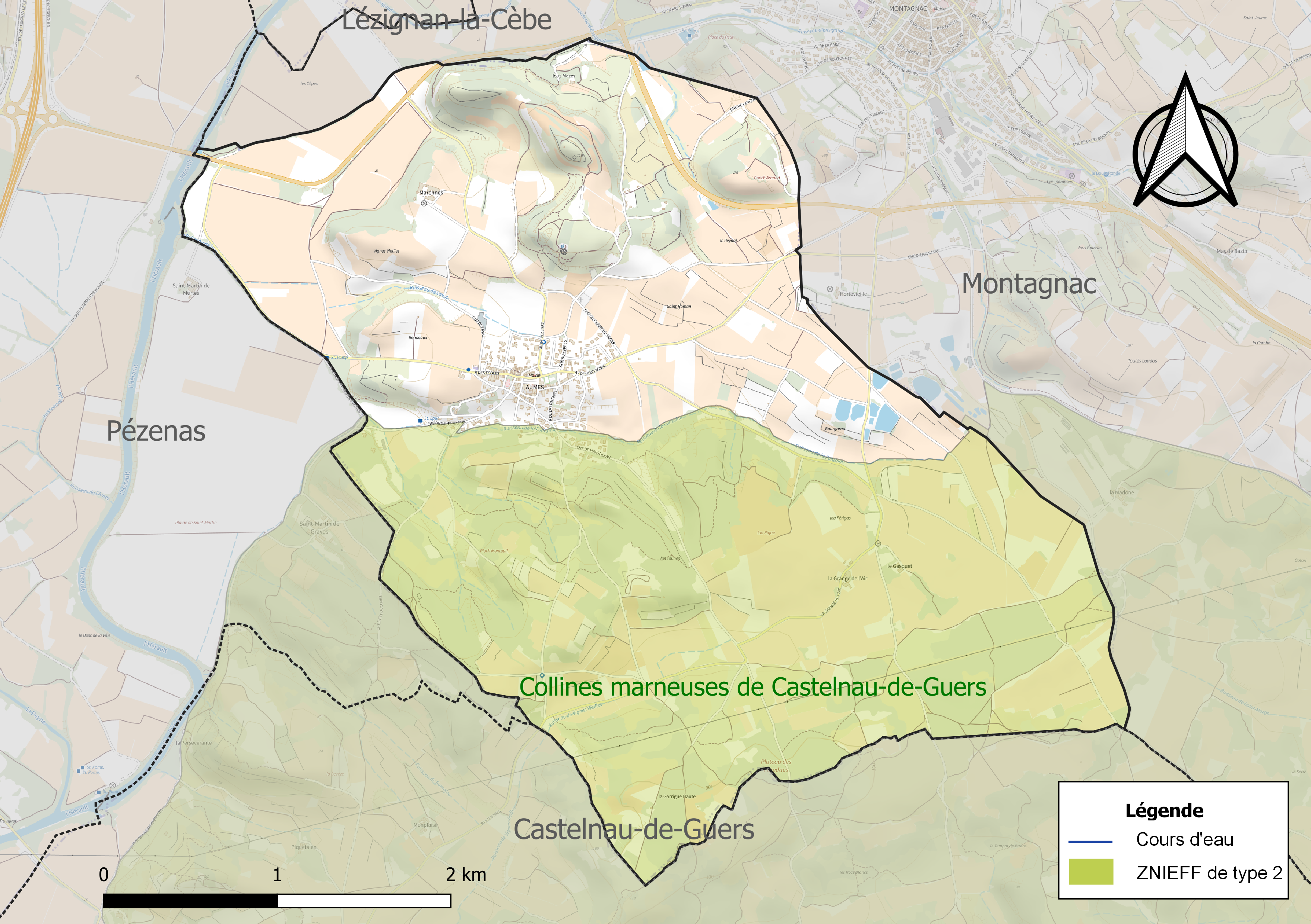
Carte de la ZNIEFF de type 2 sur la commune.

## Urbanisme

### Typologie
Au 1er janvier 2024, Aumes est catégorisée bourg rural, selon la nouvelle grille communale de densité à sept niveaux définie par l'Insee en 2022.
Elle est située hors unité urbaine. Par ailleurs la commune fait partie de l'aire d'attraction de Pézenas, dont elle est une commune de la couronne,. Cette aire, qui regroupe 8 communes, est catégorisée dans les aires de moins de 50 000 habitants,.

### Occupation des sols
L'occupation des sols de la commune, telle qu'elle ressort de la base de données européenne d’occupation biophysique des sols Corine Land Cover (CLC), est marquée par l'importance des territoires agricoles (70,7 % en 2018), en diminution par rapport à 1990 (78,8 %). La répartition détaillée en 2018 est la suivante : 
cultures permanentes (56,7 %), milieux à végétation arbustive et/ou herbacée (13,5 %), zones agricoles hétérogènes (12,2 %), forêts (10,8 %), zones urbanisées (3,4 %), terres arables (1,8 %), mines, décharges et chantiers (1,6 %). L'évolution de l’occupation des sols de la commune et de ses infrastructures peut être observée sur les différentes représentations cartographiques du territoire : la carte de Cassini (XVIIIe siècle), la carte d'état-major (1820-1866) et les cartes ou photos aériennes de l'IGN pour la période actuelle (1950 à aujourd'hui).

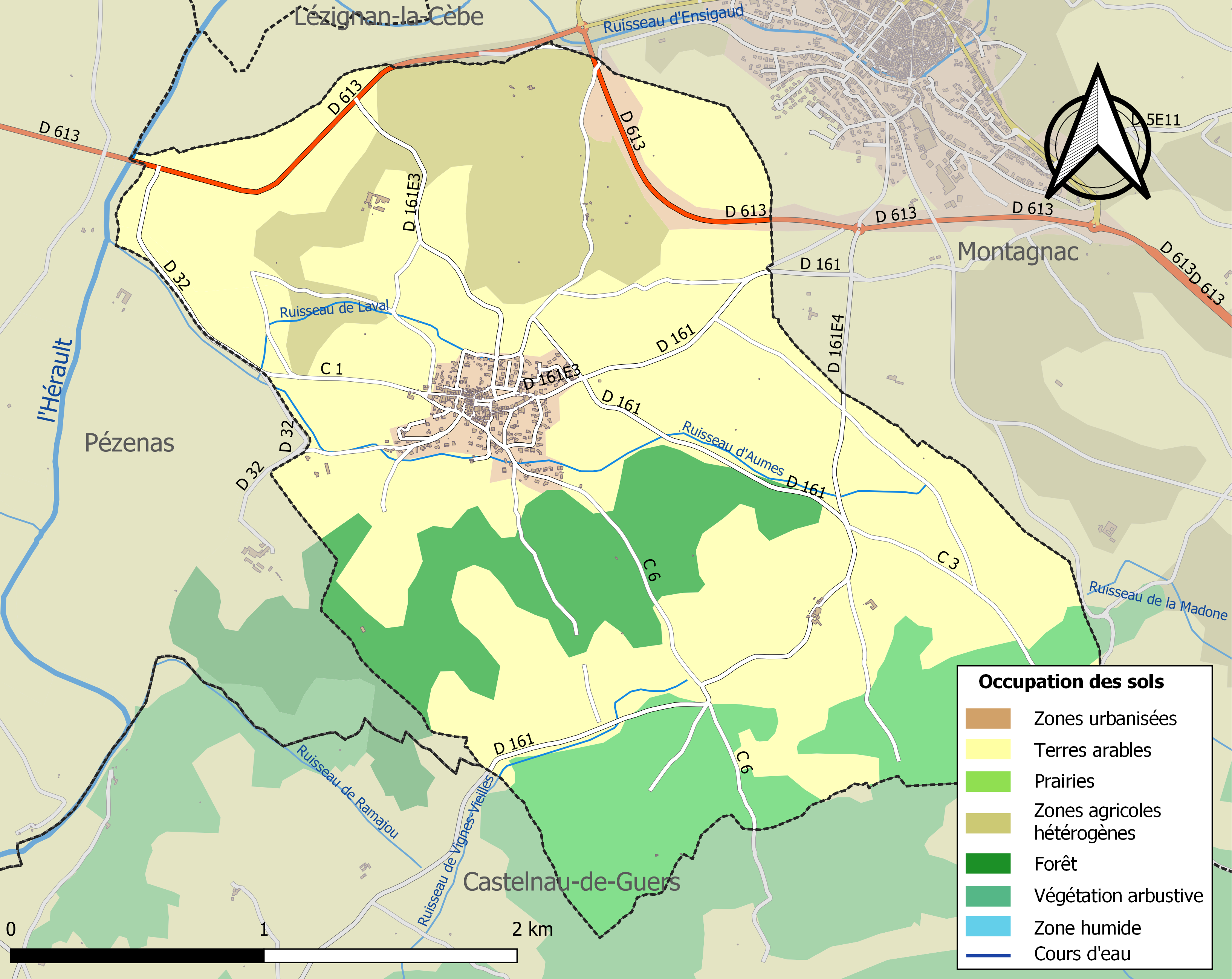
Carte des infrastructures et de l'occupation des sols de la commune en 2018 (CLC).

### Habitat et logement
En 2018, le nombre total de logements dans la commune était de 298, alors qu'il était de 277 en 2013 et de 238 en 2008.
Parmi ces logements, 74,2 % étaient des résidences principales, 14,9 % des résidences secondaires et 10,9 % des logements vacants. Ces logements étaient pour 92,7 % d'entre eux des maisons individuelles et pour 6,9 % des appartements.
Le tableau ci-dessous présente la typologie des logements à Aumes en 2018 en comparaison avec celle de l'Hérault et de la France entière. Une caractéristique marquante du parc de logements est ainsi une proportion de résidences secondaires et logements occasionnels (14,9 %) inférieure à celle du département (18,3 %) mais supérieure à celle de la France entière (9,7 %). Concernant le statut d'occupation de ces logements, 80,1 % des habitants de la commune sont propriétaires de leur logement (82,3 % en 2013), contre 53,2 % pour l'Hérault et 57,5 % pour la France entière.
| Typologie                                               | Aumes | Hérault | France entière |
| ------------------------------------------------------- | ----- | ------- | -------------- |
| Résidences principales (en %)                           | 74,2  | 74,4    | 82,1           |
| Résidences secondaires et logements occasionnels (en %) | 14,9  | 18,3    | 9,7            |
| Logements vacants (en %)                                | 10,9  | 7,3     | 8,2            |

### Risques naturels et technologiques
Le territoire de la commune d'Aumes est vulnérable à différents aléas naturels : météorologiques (tempête, orage, neige, grand froid, canicule ou sécheresse), feux de forêts et séisme (sismicité faible). Il est également exposé à deux risques technologiques, le transport de matières dangereuses et la rupture d'un barrage. Un site publié par le BRGM permet d'évaluer simplement et rapidement les risques d'un bien localisé soit par son adresse soit par le numéro de sa parcelle.

#### Risques naturels
Aumes est exposée au risque de feu de forêt. Un plan départemental de protection des forêts contre les incendies (PDPFCI) a été approuvé en juin 2013 et court jusqu'en 2022, où il doit être renouvelé. Les mesures individuelles de prévention contre les incendies sont précisées par deux arrêtés préfectoraux et s’appliquent dans les zones exposées aux incendies de forêt et à moins de 200 mètres de celles-ci. L’arrêté du 25 avril 2002 réglemente l'emploi du feu en interdisant notamment d’apporter du feu, de fumer et de jeter des mégots de cigarette dans les espaces sensibles et sur les voies qui les traversent sous peine de sanctions. L'arrêté du 11 mars 2013 rend le débroussaillement obligatoire, incombant au propriétaire ou ayant droit,.

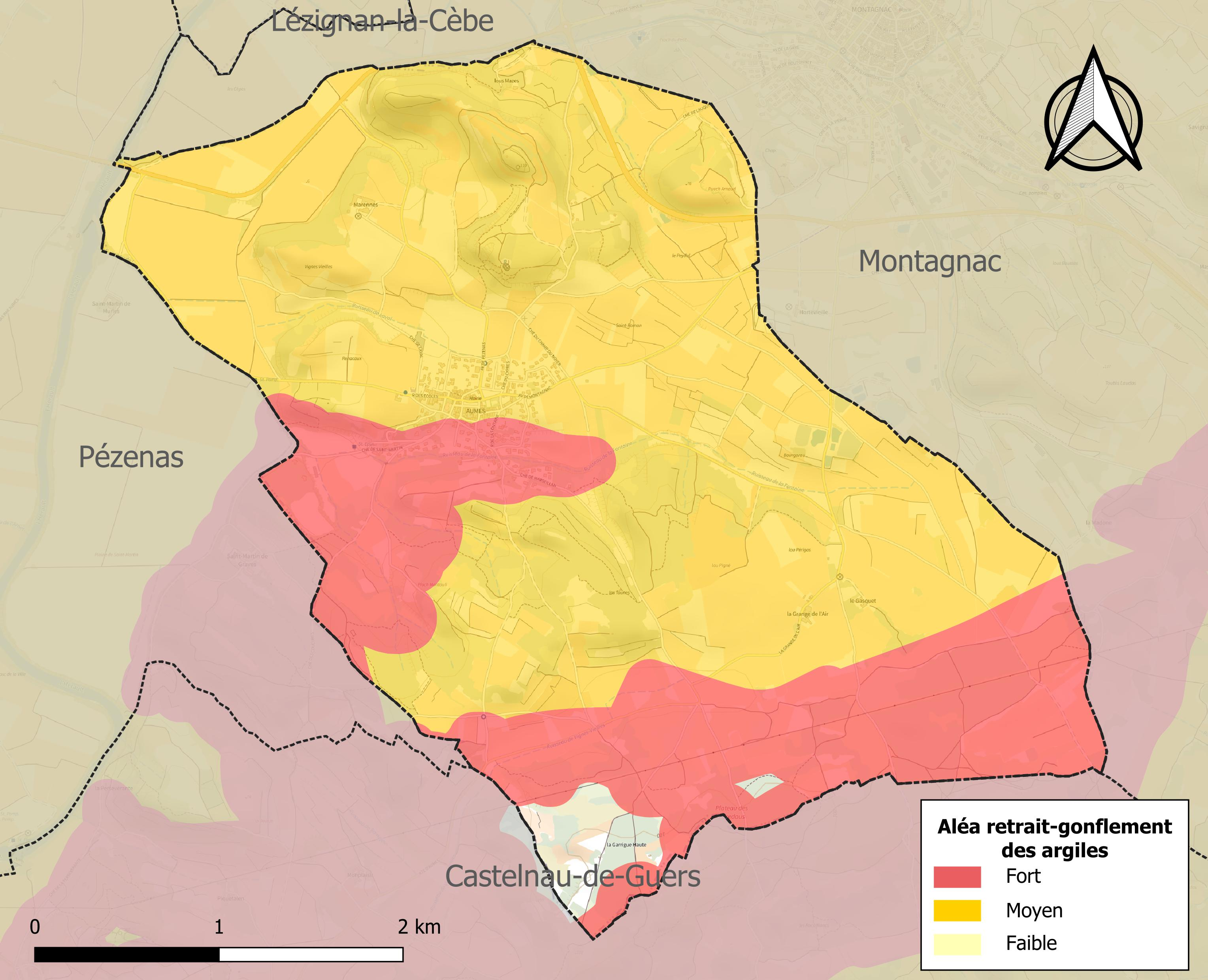
Carte des zones d'aléa retrait-gonflement des sols argileux d'Aumes.

Le retrait-gonflement des sols argileux est susceptible d'engendrer des dommages importants aux bâtiments en cas d’alternance de périodes de sécheresse et de pluie. 97,7 % de la superficie communale est en aléa moyen ou fort (59,3 % au niveau départemental et 48,5 % au niveau national). Sur les 262 bâtiments dénombrés sur la commune en 2019, 262 sont en aléa moyen ou fort, soit 100 %, à comparer aux 85 % au niveau départemental et 54 % au niveau national. Une cartographie de l'exposition du territoire national au retrait gonflement des sols argileux est disponible sur le site du BRGM,.
Par ailleurs, afin de mieux appréhender le risque d’affaissement de terrain, l'inventaire national des cavités souterraines permet de localiser celles situées sur la commune.
La commune a été reconnue en état de catastrophe naturelle au titre des dommages causés par les inondations et coulées de boue survenues en 1982, 1984, 1987, 1994, 1996, 2014, 2016 et 2019.

#### Risques technologiques
Le risque de transport de matières dangereuses sur la commune est lié à sa traversée par des infrastructures routières ou ferroviaires importantes ou la présence d'une canalisation de transport d'hydrocarbures. Un accident se produisant sur de telles infrastructures est susceptible d’avoir des effets graves sur les biens, les personnes ou l'environnement, selon la nature du matériau transporté. Des dispositions d’urbanisme peuvent être préconisées en conséquence.
La commune est en outre située en aval du Barrage du Salagou, un ouvrage de classe A sur le Salagou, mis en service en 1968 et disposant d'une retenue de 102 millions de mètres cubes. À ce titre elle est susceptible d’être touchée par l’onde de submersion consécutive à la rupture de cet ouvrage.

## Toponymie
Le nom de la localité est attesté sous la forme Almas en 1119, Villa de Almas en 1133 et en 1134, de Almis en 1156, Almes en 1418, Aumes en 1643.
Almas en latin, semblerait désigner un ensemble de bonnes terres, « (terres) nourricières ».
Aumas ['aw.mɔs] en occitan.

## Histoire

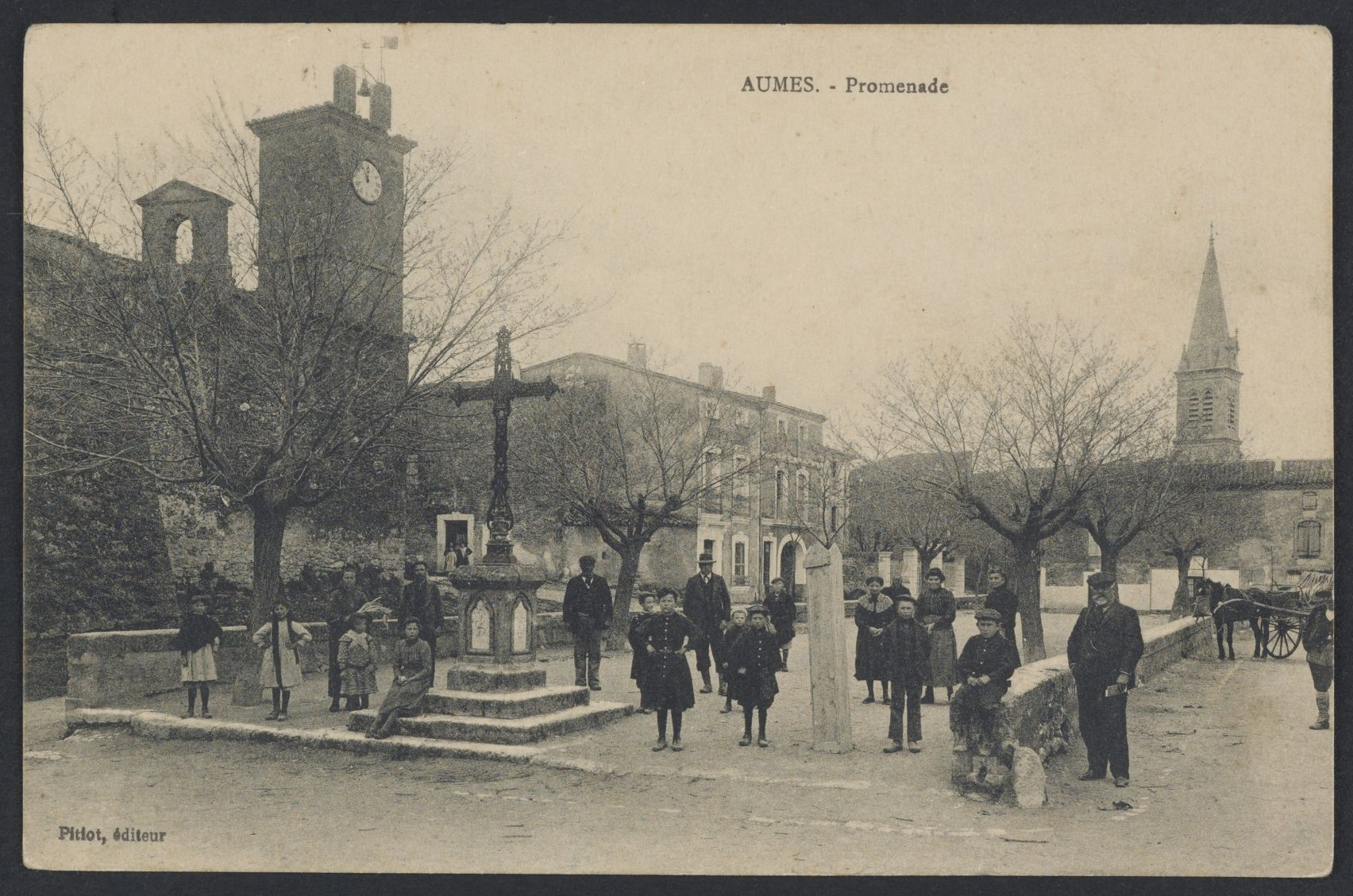
La promenade, au tout début du XXe siècle.

## Politique et administration

### Rattachements administratifs et électoraux

#### Rattachements administratifs
La commune se trouve dans l'arrondissement de Béziers du département de l'Hérault.
Elle faisait partie depuis 1793 du canton de Montagnac. Dans le cadre du redécoupage cantonal de 2014 en France, cette circonscription administrative territoriale a disparu, et le canton n'est plus qu'une circonscription électorale.

#### Rattachements électoraux
Pour les élections départementales, la commune fait partie depuis 2014 du canton de Mèze.
Pour l'élection des députés, elle fait partie de la cinquième circonscription de l'Hérault.

### Intercommunalité
Aumes est membre de la communauté d'agglomération Hérault Méditerranée, un établissement public de coopération intercommunale (EPCI) à fiscalité propre créé fin 2002 et auquel la commune a transféré un certain nombre de ses compétences, dans les conditions déterminées par le code général des collectivités territoriales.

### Liste des maires
| Période      | Période                        | Identité                 | Étiquette | Qualité                       |
| ------------ | ------------------------------ | ------------------------ | --------- | ----------------------------- |
| 1793         | 1795                           | Jacques Bonmarie         |           |                               |
| 1795         | 1796                           | Vieu                     |           |                               |
| 1796         | 1798                           | Jacques Bonmarie         |           |                               |
| 1798         | 1798                           | Drillier                 |           |                               |
| 1798         | 1798                           | Maurice Casse            |           |                               |
| 1798         | 1799                           | Guillaume Vieu           |           |                               |
| 1799         | 1800                           | Maurice Casse            |           |                               |
| 1800         | 1806                           | François Billière        |           |                               |
| 1806         | 1808                           | Maurice Casse            |           |                               |
| 1808         | 1813                           | Jacques Bonmarie         |           |                               |
| 1813         | 1830                           | Marquis de Graves        |           |                               |
| 1830         | 1838                           | Jacques Maurice Bonmarie |           |                               |
| 1838         | 1848                           | Jean Jacques Fournier    |           |                               |
| 1848         | 1848                           | André Michel             |           | Maire provisoire              |
| 1848         | 1865                           | Maurice Bonmarie         |           |                               |
| 1865         | 1867                           | Jean Jacques Fournier    |           |                               |
| 1867         | 1870                           | Henri Guillaume Casse    |           |                               |
| 1870         | 1871                           | Jules Monestier          |           | Commissaire spécial           |
| 1871         | 1878                           | Henri Guillaume Casse    |           |                               |
| 1878         | 1888                           | Jules Monestier          |           |                               |
| 1888         | 1889                           | Henri Guillaume Casse    |           |                               |
| 1889         | 1891                           | Paul Sicard              |           |                               |
| 1891         | 1896                           | Abel Cambon              |           |                               |
| 1896         | 1899                           | Bernard Cabanes          |           |                               |
| 1899         | 1908                           | Rosé Charles Monestier   |           |                               |
| 1908         | 1916                           | Félix Brassac            |           |                               |
| 1916         | 1919                           | Adrien Cabanes           |           |                               |
| 1919         | 1935                           | Albin Couderc            |           |                               |
| 1935         | 1943                           | Lucien Billière          |           |                               |
| 1943         | 1944                           | Robert Aubagnac          |           | Président de la délégation    |
| 1944         | 1945                           | Rodolphe Bordagi         |           |                               |
| 1945         | 1947                           | Charles Malavialle       |           |                               |
| 1947         | 1947                           | Roger Guiraud            |           |                               |
| 1947         | 1963                           | Joseph Monestier         |           |                               |
| 1963         | 1989                           | Antoine Bonal            |           |                               |
| 1989         | 2008                           | Aimé Bonal               | DVD       |                               |
| 2008         | mai 2020                       | Jean-Marie At            | SE        | Retraité                      |
| mai 2020,    | octobre 2022                   | Michel Gutton            |           | Cadre retraité Démissionnaire |
| octobre 2022 | En cours (au 16 décembre 2022) | Jacques Moncouyoux       |           | Agriculteur retraité          |

## Démographie
L'évolution du nombre d'habitants est connue à travers les recensements de la population effectués dans la commune depuis 1793. Pour les communes de moins de 10 000 habitants, une enquête de recensement portant sur toute la population est réalisée tous les cinq ans, les populations de référence des années intermédiaires étant quant à elles estimées par interpolation ou extrapolation. Pour la commune, le premier recensement exhaustif entrant dans le cadre du nouveau dispositif a été réalisé en 2005.

En 2022, la commune comptait 502 habitants, en évolution de +2,45 % par rapport à 2016 (Hérault : +7,49 %, France hors Mayotte : +2,11 %).
| 1793 | 1800 | 1806 | 1821 | 1831 | 1836 | 1841 | 1846 | 1851 |
| ---- | ---- | ---- | ---- | ---- | ---- | ---- | ---- | ---- |
| 279  | 302  | 348  | 405  | 428  | 447  | 454  | 422  | 426  |

| 1856 | 1861 | 1866 | 1872 | 1876 | 1881 | 1886 | 1891 | 1896 |
| ---- | ---- | ---- | ---- | ---- | ---- | ---- | ---- | ---- |
| 410  | 384  | 394  | 369  | 422  | 431  | 452  | 435  | 423  |

| 1901 | 1906 | 1911 | 1921 | 1926 | 1931 | 1936 | 1946 | 1954 |
| ---- | ---- | ---- | ---- | ---- | ---- | ---- | ---- | ---- |
| 441  | 405  | 432  | 416  | 402  | 380  | 330  | 294  | 273  |

| 1962 | 1968 | 1975 | 1982 | 1990 | 1999 | 2005 | 2006 | 2010 |
| ---- | ---- | ---- | ---- | ---- | ---- | ---- | ---- | ---- |
| 267  | 310  | 305  | 286  | 268  | 310  | 385  | 397  | 440  |

| 2015 | 2020 | 2022 | - | - | - | - | - | - |
| ---- | ---- | ---- | - | - | - | - | - | - |
| 485  | 499  | 502  | - | - | - | - | - | - |

Les listes nominatives de recensement de population ont été numérisées et sont consultables en ligne sur le site des Archives départementales de l’Hérault.

## Économie

### Revenus
En 2018  (données Insee publiées en septembre 2021), la commune compte 212 ménages fiscaux, regroupant 493 personnes. La médiane du revenu disponible par unité de consommation est de 22 620 € (20 330 € dans le département).

### Emploi
|                | 2008   | 2013   | 2018   |
| -------------- | ------ | ------ | ------ |
| Commune        | 9,9 %  | 10,5 % | 11,1 % |
| Département    | 10,1 % | 11,9 % | 12 %   |
| France entière | 8,3 %  | 10 %   | 10 %   |

En 2018, la population âgée de 15 à 64 ans s'élève à 291 personnes, parmi lesquelles on compte 79,5 % d'actifs (68,5 % ayant un emploi et 11,1 % de chômeurs) et 20,5 % d'inactifs,. Depuis 2008, le taux de chômage communal (au sens du recensement) des 15-64 ans est inférieur à celui du département, mais supérieur à celui de la France.
La commune fait partie de la couronne de l'aire d'attraction de Pézenas, du fait qu'au moins 15 % des actifs travaillent dans le pôle,. Elle compte 56 emplois en 2018, contre 51 en 2013 et 40 en 2008. Le nombre d'actifs ayant un emploi résidant dans la commune est de 204, soit un indicateur de concentration d'emploi de 27,5 % et un taux d'activité parmi les 15 ans ou plus de 59,2 %.
Sur ces 204 actifs de 15 ans ou plus ayant un emploi, 44 travaillent dans la commune, soit 22 % des habitants. Pour se rendre au travail, 88 % des habitants utilisent un véhicule personnel ou de fonction à quatre roues, 1 % les transports en commun, 4,3 % s'y rendent en deux-roues, à vélo ou à pied et 6,7 % n'ont pas besoin de transport (travail au domicile).

### Activités hors agriculture

#### Secteurs d'activités
34 établissements sont implantés  à Aumes au 31 décembre 2019. Le tableau ci-dessous en détaille le nombre par secteur d'activité et compare les ratios avec ceux du département,.
| Secteur d'activité                                                                                        | Commune | Commune | Département |
| Secteur d'activité                                                                                        | Nombre  | %       | %           |
| --- | ------- | ------- | ----------- |
| Ensemble                                                                                                  | 34      |         |             |
| Industrie manufacturière, industries extractives et autres                                                | 4       | 11,8 %  | (6,7 %)     |
| Construction                                                                                              | 6       | 17,6 %  | (14,1 %)    |
| Commerce de gros et de détail, transports, hébergement et restauration                                    | 12      | 35,3 %  | (28 %)      |
| Information et communication                                                                              | 1       | 2,9 %   | (3,3 %)     |
| Activités immobilières                                                                                    | 1       | 2,9 %   | (5,3 %)     |
| Activités spécialisées, scientifiques et techniques et activités de services administratifs et de soutien | 6       | 17,6 %  | (17,1 %)    |
| Administration publique, enseignement, santé humaine et action sociale                                    | 1       | 2,9 %   | (14,2 %)    |
| Autres activités de services                                                                              | 3       | 8,8 %   | (8,1 %)     |

Le secteur du commerce de gros et de détail, des transports, de l'hébergement et de la restauration est prépondérant sur la commune puisqu'il représente 35,3 % du nombre total d'établissements de la commune (12 sur les 34 entreprises implantées  à Aumes), contre 28 % au niveau départemental.

#### Entreprises et commerces
Les deux entreprises ayant leur siège social sur le territoire communal qui génèrent le plus de chiffre d'affaires en 2020 sont : 
- Bioclimatique Habitat Construction, construction de maisons individuelles (79 k€) ;
- CRC Traductions, traduction et interprétation (54 k€).

### Agriculture
La commune est dans la « Plaine viticole », une petite région agricole occupant la bande côtière du département de l'Hérault. En 2020, l'orientation technico-économique de l'agriculture  sur la commune est la viticulture.
|               | 1988 | 2000 | 2010 | 2020 |
| ------------- | ---- | ---- | ---- | ---- |
| Exploitations | 53   | 36   | 21   | 18   |
| SAU (ha)      | 355  | 340  | 357  | 287  |

Le nombre d'exploitations agricoles en activité et ayant leur siège dans la commune est passé de 53 lors du recensement agricole de 1988  à 36 en 2000 puis à 21 en 2010 et enfin à 18 en 2020, soit une baisse de 66 % en 32 ans. Le même mouvement est observé à l'échelle du département qui a perdu pendant cette période 67 % de ses exploitations,. La surface agricole utilisée sur la commune a également diminué, passant de 355 ha en 1988 à 287 ha en 2020. Parallèlement la surface agricole utilisée moyenne par exploitation a augmenté, passant de 7 à 16 ha.

## Culture locale et patrimoine

### Lieux et monuments
- Oppidum du Proch-Balat (site inscrit).
- Église Saint-Aubin d'Aumes. Elle a été consacrée le 2 juin 1892 par monseigneur de Cabrières.
- Chapelle castrale Saint-Aubin d'Aumes. C'est une chapelle castrale cédée en 1749 à la communauté par le comte de Thézan. Aujourd'hui, elle est le siège de la médiathèque.
- Ancien presbytère.
- Château Saint-Martin de Graves.

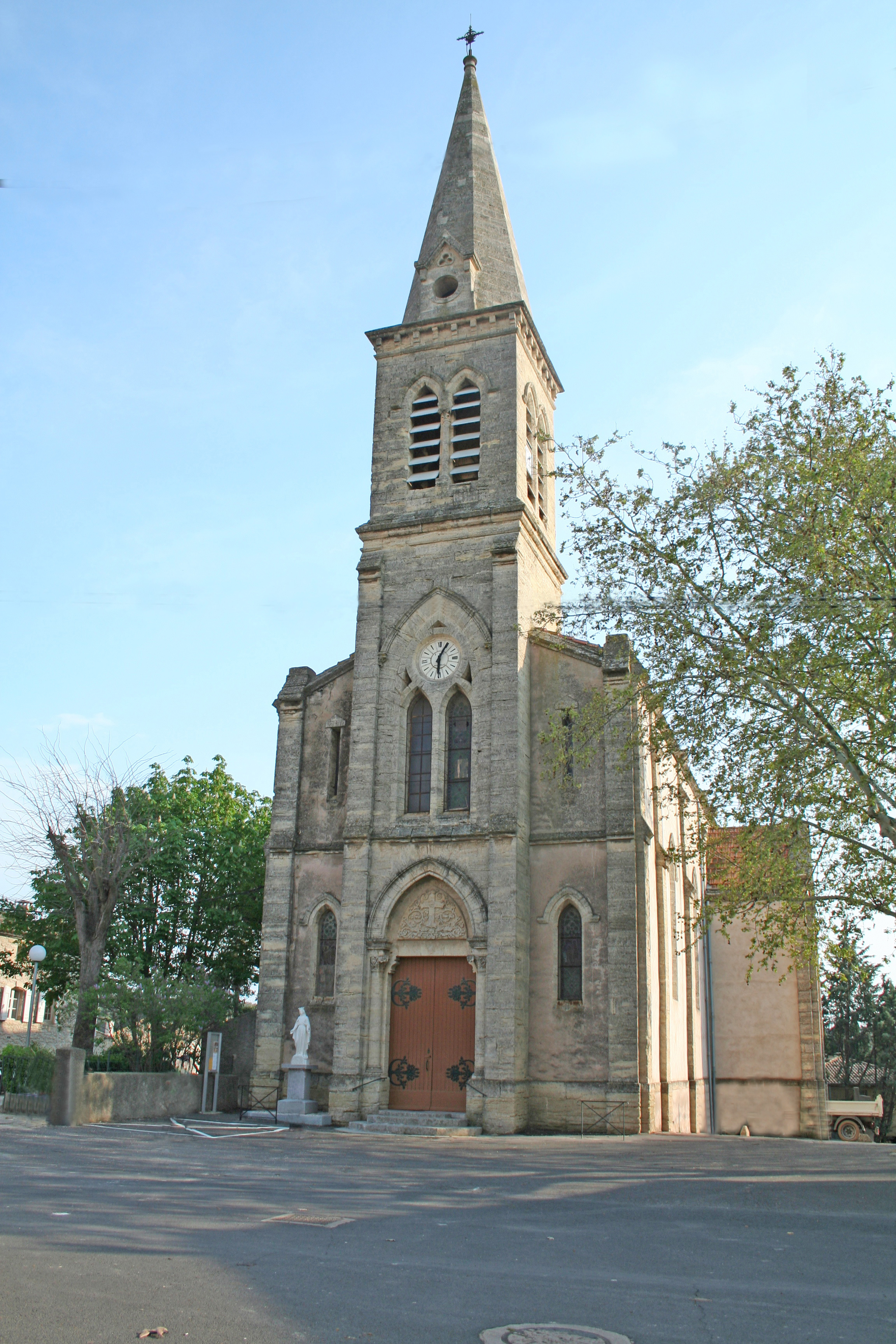
Église Saint-Aubin d'Aumes.
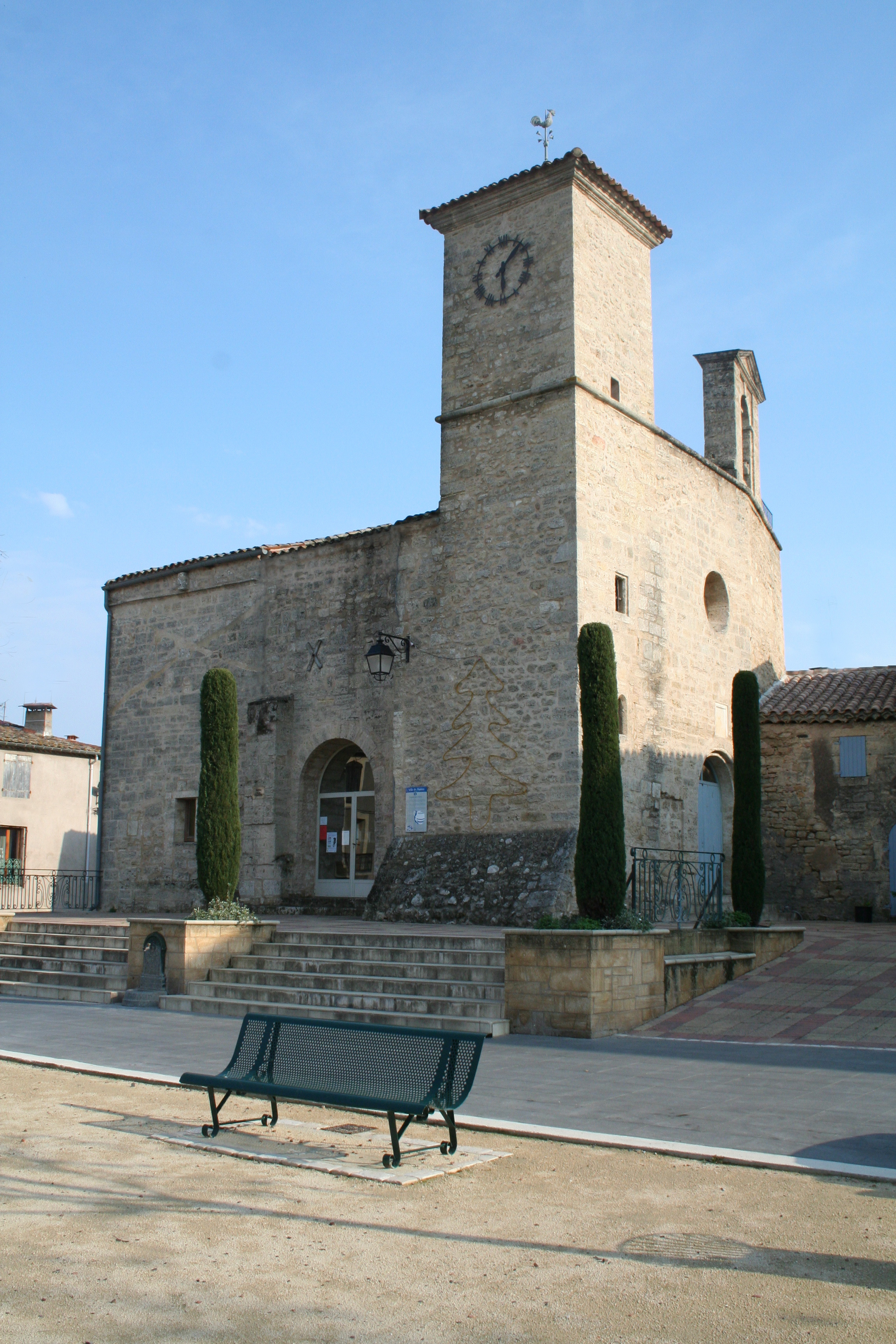
Ancienne chapelle castrale Saint-Aubin devenu médiathèque.
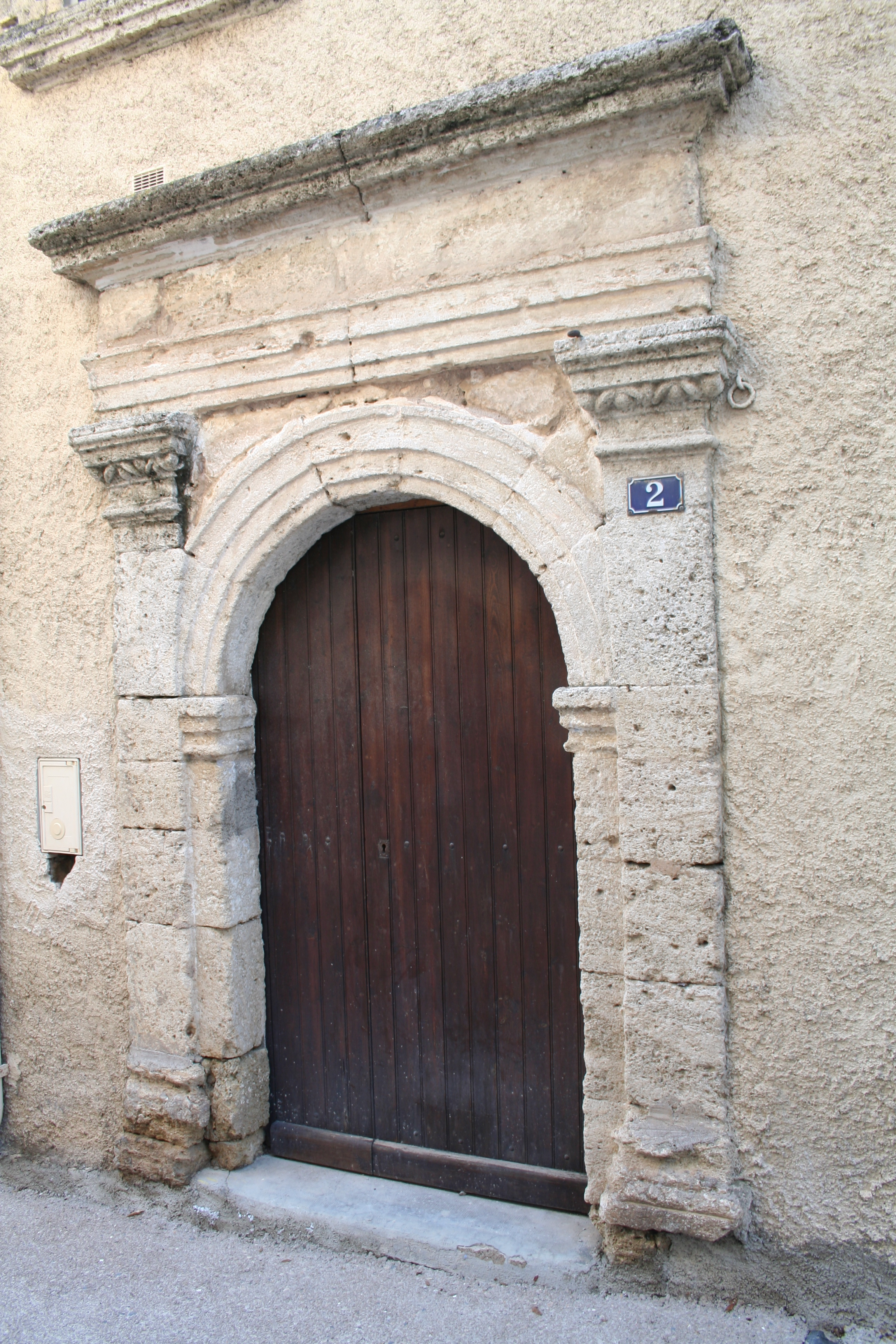
La porte du presbytère (XVIIe siècle.
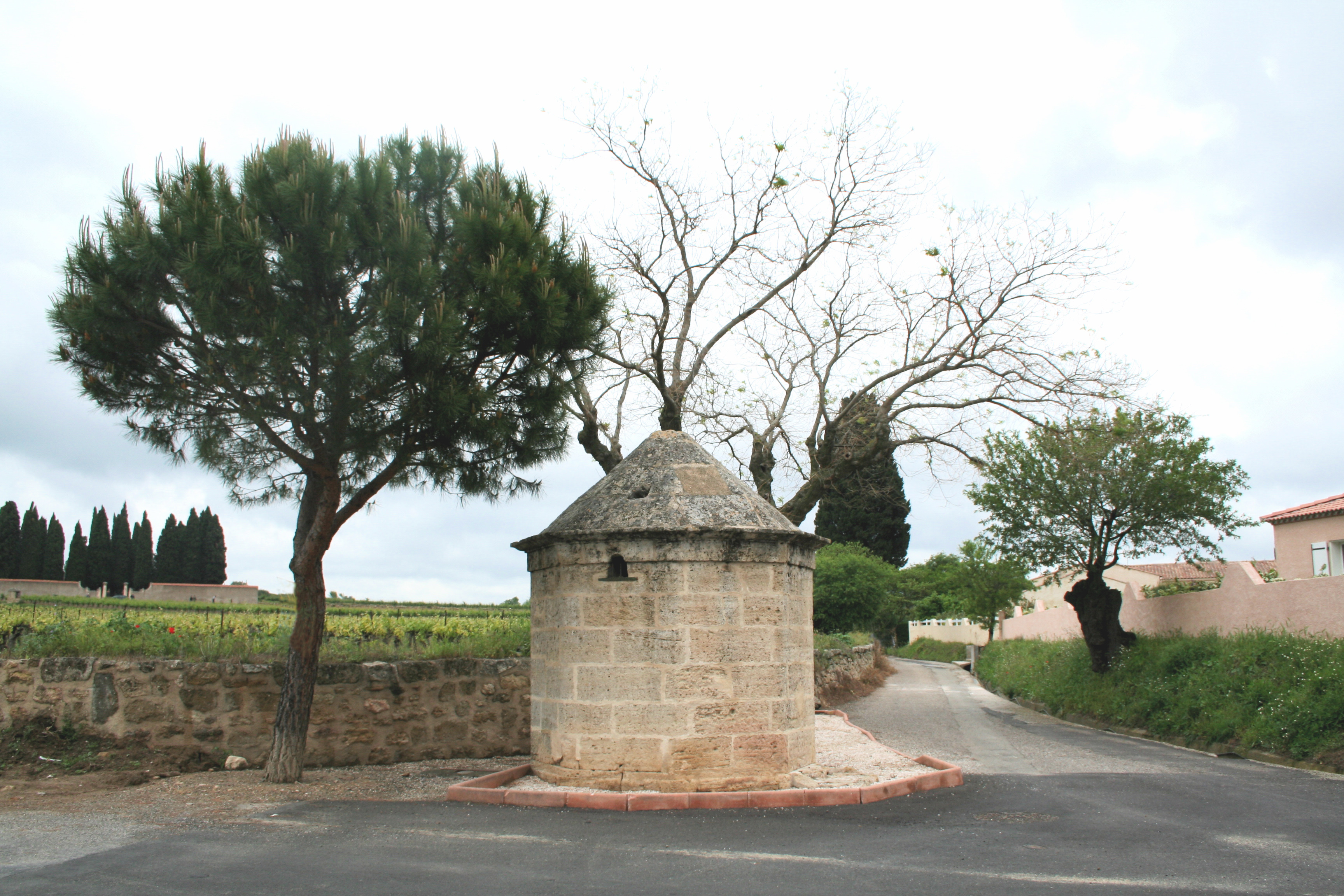
Le puits.

### Héraldique
| Blason de Aumes | Blason  | D'azur à trois tours d'argent maçonnées de sables, ouvertes et ajourées du champ, supportées chacune par deux lions aussi d'argent armés de sable. |
| Blason de Aumes | Détails | Le statut officiel du blason reste à déterminer.                                                                                                   |

### Fonds d'archives
- Fonds : Archives communales déposées d'Aumes (1785-1819) [0,15 ml].  Cote : 17 EDT. Montpellier : Archives départementales de l'Hérault (présentation en ligne).